# يوجين تي بوث
يوجين تي بوث (بالإنجليزية: Eugene Theodore Booth, Jr.)‏ هو عالم نووي وفيزيائي أمريكي، ولد في 28 سبتمبر 1912 في روما في الولايات المتحدة، وتوفي في 6 مارس 2004 في برياركليف مانور في الولايات المتحدة.